# Amblyopone reclinata
Amblyopone reclinata é uma espécie de formiga do gênero Amblyopone.